# Zilog Z8000
Z8000 és un microprocessador de 16 bits introduït per Zilog el 1979. L'arquitectura va ser dissenyada per Bernard Peuto mentre que la lògica i l'execució física va ser realitzada per Masatoshi Shima, assistit per un petit grup de persones. Z8000 no era compatible amb Z80, i encara que va tenir un ús freqüent a la dècada del 1990, no va ser molt àmpliament utilitzat. Això no obstant, els xips Z16C01 i Z16C02 Serial Communication Controllers encara utilitzen el nucli Z8000.

## Versions

### Zilog Z8001
El Z8001 va ser una versió del Zilog Z8000 que va oferir registres de segment de 7 bits i 8 MiB de capacitat d'adreçament.

### Zilog Z8002
El Z8002 va ser una versió del Zilog Z8000 que va oferir només que 64 KiB d'espai d'adreçament.